# Patrick Jérôme Lambert
 (juillet 2017).
Si vous disposez d'ouvrages ou d'articles de référence ou si vous connaissez des sites web de qualité traitant du thème abordé ici, merci de compléter l'article en donnant les références utiles à sa vérifiabilité et en les liant à la section « Notes et références ».
Pour les articles homonymes, voir Patrick Lambert et Lambert.
Œuvres principales
- Le Vengeur des catacombes (2007)
- Morofisc (2008)
- Les Murmures du tombeau (2010)
- La Route d'émeraude (2011)

Patrick Jérôme Lambert (ou P. J. Lambert) est un auteur français de romans policiers et de thrillers.

## Biographie
Patrick Jérôme Lambert, de formation anglo-saxonne, a vécu plus de vingt ans à l’étranger (Asie, Océanie, Europe, pays arabes) où il a travaillé sur les marchés financiers. Il vit aujourd'hui à Montpellier et se consacre pleinement à l’écriture.

## Œuvre
- Le Vengeur des catacombes, Éditions Fayard, 2008.
- Morofisc, Éditions Plon, 2009, réédition Éditions de Midi 2012, réédition Éditions TDO 2016
- Les Murmures du tombeau, Éditions First, 2010.
- La Route d'émeraude, Éditions First, 2011.
- Apokalypse, 2012
- L'Or des maudits, 2014
- Aube de sang, Éditions TDO, 2016
- Le Bûcher des innocences, Éditions TDO, 2022

## Prix littéraire
- Prix du Quai des Orfèvres 2008 pour Le Vengeur des catacombes.